# Ходжа Алі Муайяд
Ходжа Алі Муайяд (перс. خواجه علی مؤید; д/н — 1386) — останній лідер Сербедарів Себзевара в 1364—1376 і 1379—1386 роках.

## Життєпис
Про походження обмаль відомостей. Син якогось Масуда. Був прихильником тарікату шейха Хасана Джурі. Став одним з провідних військовиків. 1364 року внаслідок змови повалив Гасана аль-Дамгані, захопивши владу. Повернув з Ісфагану дервіша Азіза Маджді, якого обрав релігійним і духовним лідером руху. За наполяганням останнього виступив проти Муїзз ад-Діна Хусейну, маліку Герату, але зазнав поразки, втративши частину володінь. Але зміг здолати Амір-Валі, еміра Астрабаду, якому завдав 1366 року рішучої поразки, вигнавши того з його володінь.
За цим вступив у протистояння з Азізом Маджді, який набував політичної ваги. Зрештою за наказом Ходжи Алі Муайяда того було вбито, потім переможено тарікат Хасана Джурі, гробниці ідеологів сербедарського руху — шейхів Халіфе та Джурі були зруйновані. У відповідь 1376 року повстав Дервіш Рукн ад-Дін, але зазнав поразки. Проте того ж року за підтримки Шах Шуджи, правителя Фарсу, повалив Ходжу Алі Муайяда.
1379 року за підтримки Амір Валі, правителя Мазандерану, переміг Рукн ад-Діна, відновивши владу. Але незабаром відмовився визнати зверхність Амір Валі, який 1381 року взяв в облогу Себзевар. Тоді Ходжа Алі Муайяд звернувся по допомогу до чагатайського еміра Тимура. Останній відправив військо, яке перемогло Амір Валі. Натомість Ходжа Алі Муайяд визнав зверхність Тимура.
Втім серед частини знаті та сербедарів панувало невдоволення підневоленим становищем. 1383 року шейх Давуд Себзеварі очолив повстання, яке було придушено чагатайськими військами. 1386 року брав участь у військовій кампанії Тимура проти Джалаїрського султанату, загинувши в битві біля Хоррамабада. По цьому державу Сербедарів було приєднано до Імперії Тимуридів.